# سید محمود نبویان
سید محمود نبویان (زادهٔ ۸ فروردین ۱۳۴۴) روحانی و سیاستمدار ایرانی است که نماینده حوزه انتخابیه تهران، ری، شمیرانات، اسلامشهر و پردیس در دوره‌های نهم، یازدهم و دوازدهم مجلس شورای اسلامی است. او همچنین عضو جبهه پایداری و دانشیار گروه فلسفه مؤسسه امام خمینی است.
وی عضو شورای مرکزی فراکسیون اصول‌گرایان مجلس و از شاگردان محمدتقی مصباح یزدی، احمد مجتهدی تهرانی، میرزا جواد تبریزی، حسین وحید خراسانی و محمد فاضل لنکرانی بوده است.
کتاب چالش هسته ای او برنده کتاب سال حوزه در سال ١٣٨٧ شد. 

## زندگی
سید محمود نبویان در ۸ فروردین ۱۳۴۴ در خانواده‌ای مذهبی در بابل زاده شد. او تحصیلات ابتدایی و راهنمایی را در بابل به پایان رساند و دیپلم خود را در رشته ریاضی و فیزیک گرفت.
نبویان در سال ۱۳۶۲ برای تحصیل در حوزه علمیه به تهران رفت و در حوزه‌های تهران شامل حوزه احمد مجتهدی تهرانی به تحصیل پرداخت. او سپس وارد حوزه علمیه فیضیه مازندران شد و در کلاس‌های محمد فاضل استرآبادی حضور داشت. نبویان داماد فاضل استرآبادی است. او همچنین در حوزه علمیه قم در کلاس‌های حسین وحید خراسانی و شیخ جواد تبریزی حضور فعال داشت.
نبویان در کنار تحصیل حوزوی، وارد مؤسسه آموزشی و پژوهشی امام خمینی تحت نظارت محمدتقی مصباح یزدی شد و پس از گذراندن مقطع کارشناسی ارشد در رشته فلسفه، فارغ‌التحصیل مقطع دکتری در رشته فلسفه تطبیقی شد.

## نمایندگی مجلس شورای اسلامی

### دورهٔ یازدهم
نبویان در یازدهمین انتخابات مجلس شورای اسلامی در فهرست وحدت قرار داشت و با مجموع آرای ۸۲۱٬۲۰۳ توانست به مجلس راه یابد.

### دورهٔ دوازدهم
او در انتخابات مجلس دوازدهم با ۵۹۷٬۷۷۰ رأی به عنوان نفر اول حوزهٔ انتخابیهٔ تهران توانست راهی مجلس شود. طبق آمارها، مشارکت در تهران ۲۳/۶۷ درصد واجدین شرایط رأی در این شهر بود که وی در حالی به عنوان نفر اول به مجلس راه یافت که حتی نتوانست یک سوم آراء همین ۲۳ درصد شرکت‌کنندگان را کسب نماید. مهم‌تر اینکه واجدان شرایط رأی دادن در تهران ۱۰/۳۰۰/۱۹۱ نفرند و نفر اول منتخب تهران فقط ۵۹۷/۷۷۰ رأی را به خود اختصاص داده که کمتر از ۶ درصد واجدین شرایط است. رأی نمایندهٔ اول تهران کمتر از تمام ۱۱ دورهٔ گذشته بوده است.

## دیدگاه‌ها

### مذاکرات هسته‌ای
نبویان از منتقدان اصلی مذاکرات هسته‌ای در دولت روحانی است و در چند سخنرانی و مناظره، به انتقاد از این مذاکرات پرداخته است.

### اسلامی‌سازی دانشگاه‌ها
نبویان از منتقدان دیدگاه‌های عبدالکریم سروش و از طرفداران اسلامی‌سازی علم در دانشگاه‌ها است. او در چند مناظره به حمایت از علوم انسانی اسلامی پرداخته است.

### اِف‌اِی‌تی‌اِف برای قفل کردن سیستم اقتصادی نظام اسلامی
نبویان در ۱۱ دی ۱۳۹۸ در برنامه جهان آرا، گروه ویژه اقدام مالی را ابزاری در دست اسرائیل و آمریکا دانست که می‌خواهند سیستم اقتصادی نظام اسلامی را قفل کنند.

### بی اثر بودن تحریم‌ها و راه شکست تحریم‌ها
نبویان در جلسه علنی ۱۳ خرداد ۱۳۹۹ در نطق میان‌دستور خود در مجلس عنوان نمود که راه شکست تحریم‌ها مذاکره نیست، بلکه راه شکست تحریم‌ها مقاومت، ایستادگی و موشک است.

### ادعای تعهد تحویل دادن قاسم سلیمانی به آمریکا از سوی ظریف
محمود نبویان درخرداد ۱۳۹۶ مدعی شد که دولت یازدهم به آمریکا تعهد داده است در قبال برداشتن موانع بانکی، قاسم سلیمانی را به آمریکا تحویل دهد. نبویان این کلمات را با سوگند به خداوند همراه می‌کند. در فایل صوتی که از او منتشر شده است این‌چنین می‌گوید:
«گفته‌اند به شرطی رابطه بانکی را برقرار می‌کنیم که حاج قاسم سلیمانی را به ما تحویل دهید و رفته‌اند تعهد این کار را به آمریکا داده‌اند و برگشته‌اند،»
جواد ظریف در واکنش به این کلمات، آن را شرم‌آور دانست و گفت در صورتی که نبویان عذرخواهی و توبه نکند، این مسئله را پیگیری حقوقی خواهد کرد.
سخنگوی وزارت امور خارجه ضمن بی‌ربط دانستن گروه ویژه اقدام مالی و استرداد افراد، کلمات نبویان را دروغ‌های خیال‌پردازانه، توهین به ملت ایران و توهماتی که مرزهای دین و اخلاق را پشت سر گذاشته است، خواند.
سید محمود نبویان در پاسخ جواد ظریف، ضمن اعلام آمادگی برای مناظرهٔ تلویزیونی، قضایای برجام، تعهدات مخفیانه دولت در گروه ویژه اقدام مالی و همچنین سند SDN (پیوست در قطعنامه ۲۲۳۱) و ارتباط آن با سردار قاسم سلیمانی را به‌طور مبسوط تشریح کرد.

### حمایت و تمجید از طالبان
نبویان از چهره‌های حامی طالبان است که در سال‌های اخیر با تمجید از طالبان گفته است: دربارهٔ طالبان که امروز حاکم بر افغانستان است، تصور برخی از افراد آن است که این افراد تروریست هستند که این تصور خلاف واقع است. امروز به لحاظ فرهنگی تحولات زیادی در طالبان ایجاد شده است، به گونه‌ای که آنان از ما تقاضا کردند که می‌خواهیم از کتب شهید مطهری استفاده کنیم و چگونه می‌توانیم به این کتب دسترسی پیدا کرده و آن را به زبان پشتو ترجمه کنیم تا مورد مطالعه قرار بدهیم.

### حمایت از سعید جلیلی
نبویان در همایش‌های حامیان سعید جلیلی کاندیدای چهاردهمین دوره انتخابات ریاست جمهوری ۱۴۰۳ حضور فعالی داشت.

## تاریخچه انتخاباتی
| سال  | انتخابات                 | تعداد آراء | رتبه        | نتیجه  | منبع   |
| ---- | ------------------------ | ---------- | ----------- | ------ | ------ |
| ۱۳۹۰ | مجلس نهم شورای اسلامی    | ۳۷۰٬۰۳۷    | هجدهم       | پیروزی | [ ۲۳ ] |
| ۱۳۹۴ | مجلس دهم شورای اسلامی    | ۶۹۲٬۸۸۷    | پنجاه و دوم | شکست   | [ ۲۴ ] |
| ۱۳۹۸ | مجلس یازهم شورای اسلامی  | ۸۲۱٬۲۰۳    | ششم         | پیروزی | [ ۲۵ ] |
| ۱۴۰۲ | مجلس دوازهم شورای اسلامی | ۵۹۷٬۷۷۰    | یکم         | پیروزی | [ ۲۶ ] |